# Норт-Колдвелл (Нью-Джерсі)
Норт-Колдвелл (англ. North Caldwell) — місто (англ. borough) в США, в окрузі Ессекс штату Нью-Джерсі. Населення — 6694 особи (2020).

## Географія
Норт-Колдвелл розташований за координатами 40°51′52″ пн. ш. 74°15′36″ зх. д. / 40.86444° пн. ш. 74.26000° зх. д. (40.864496, -74.259989).  За даними Бюро перепису населення США в 2010 році місто мало площу 7,81 км², з яких 7,80 км² — суходіл та 0,01 км² — водойми.

## Демографія
Згідно з переписом 2010 року, у селищі мешкали 6183 особи в 2092 домогосподарствах у складі 1820 родин. Було 2134 помешкання
Расовий склад населення:
| - 91,7 % — білих - 5,7 % — азіатів - 0,7 % — чорних або афроамериканців |

До двох чи більше рас належало 1,3 %. Частка іспаномовних становила 4,2 % від усіх жителів.
За віковим діапазоном населення розподілялося таким чином: 27,3 % — особи молодші 18 років, 58,6 % — особи у віці 18—64 років, 14,1 % — особи у віці 65 років та старші. Медіана віку мешканця становила 43,8 року. На 100 осіб жіночої статі у селищі припадало 99,6 чоловіків;  на 100 жінок у віці від 18 років та старших — 97,0 чоловіків також старших 18 років.
Середній дохід на одне домашнє господарство  становив 251 248 доларів США (медіана — 200 152), а середній дохід на одну сім'ю — 265 095 доларів (медіана — 201 250). За межею бідності перебувало 2,3 % осіб, у тому числі 2,9 % дітей у віці до 18 років та 5,3 % осіб у віці 65 років та старших.
Цивільне працевлаштоване населення становило 3260 осіб. Основні галузі зайнятості: освіта, охорона здоров'я та соціальна допомога — 29,2 %, науковці, спеціалісти, менеджери — 24,6 %, фінанси, страхування та нерухомість — 12,6 %, виробництво — 6,4 %.